# Кореи
Кореи (孝霊天皇 Kōrei-tennō); познат и као Ојаматонекохикофутони но Микото, био је седми цар Јапана.
Сматра се да је владао од 290. п. н. е. до 215. п. н. е.

## О владару
Данашњи истраживачи сумњају у постојаност девет царева Јапана, у које спада и Кореи, па их класификују у тз. митолошке цареве, све до Суџина након чега долазе владари са чвршћим доказима постојања. Име „Кореи“ је постхумно име које се по јапанском обичају додељује после смрти.
Историчари сврставају Кореија у тз. митолошке владаре јер чврстих доказа о његовом животу и владавини не постоје и мало тога се зна о њему. 
У записима Коџики и Нихон шоки остало је сачувано име и генелогија владара. Верује се да је био син цара Коана и мајке Ошихиме која је била ћерка Аметарасхихико кунио шихито но Микото. Иако нема јачих доказа да је овај владар заиста владао, Јапанци су традиционално прихватили његово постојање одржавајући место које се сматра његовим гробом (царски мисасаги).
У Коџикију је остало забележено да је у току владавине цара Кореија провинција Киби била освојена.
Џиен, јапански песник, писац и будистички монах из 12. века оставио је запис да је Кореи био најстарији син цара Коана и да је владаи из палате Ихото-но-мија у Куроди, касније део провинције Јамато.
Кореи је постхумно име. Ипак сугерише се да је то име изведено из кинеске форме и може се повезати са будизмом који је касније дошао у Јапан, што говори да је тај назив додељен доста касније, вероватно у време када је Коџики написан.
Право место где је сахрањен цар Коан ни данас није познато па се уместо тога традиционално поштује у шинтоистичком храму (мисасаги) Нари. Тамо је и његов званични маузолејум Катаока но Умасака но мисасаги.

## Супруге и деца
Царица: Куваши-химе (細媛命), ћерка Шики но Агатануши Оме (磯城県主大目)
- Принц Ојаматонекохикокуникуру (大日本根子彦国牽尊) (цар Коген)

Касуга но Ћићихајамавакахиме (春日之千千速真若比売)
- Принцеза Chichihayahime (千千速比売命)

Јамато но Куникахиме (倭国香媛), ћерка Ваћицуми (和知都美命)
- Принцеза Јаматототохимомосохиме (倭迹迹日百襲媛命), сахрањена у Хашихаки (хумка)
- Принц Кибицухико но микото (吉備津彦命), предак клана Киби
- Принцеза Јаматототовакајахиме (倭迹迹稚屋姫命)

Хаеиродо (絙某弟), млађа сестра Јамато но Куникахиме
- Принц Хикосашима (彦狭島命)
- Принц Вакатехико (稚武彦命), предак клана Киби